# عبد الزهراء الكعبي
اَلشَّيْخُ عَبْدُ اَلزَّهْرَاءِ بْنُ فَلَاحٍ بْنُ عَبَّاسٍ بْنُ وَادِي آلُ مَنْصُورٍ اَلْكَعْبِيُّ (20 جمادى الآخرة 1327 -  13 جمادى الأولى 1394 هـ)، من قبيلة بني كعب الشهيرة. وقد نزحت أسرته من المشخاب واستوطنت كربلاء. وهو خطيب عراقي يعد من أشهر خطباء المنبر الحسيني في العراق ودول الخليج. وهو أول من أحسن قراءة مقتل الإمام الحسين في يوم العاشر من المحرم وقراءة مسير السبايا في يوم الأربعين.
ولأنه كان مقاومًا رافضًا للظلم الذي كان يغوص فيه العراق، ضاق به البعثيون لتمرده عليهم ولإعلانه موقفه الرافض للرضوخ لهم، فتعرّض هو والعديد من العلماء الذين انتهجوا نهجًا مماثلا لأقسى أنواع الظلم والتعذيب، وتمّ اعتقاله مع كلٍ من الشيخ حمزة الزبيدي، محمد كاظم القزويني، ومرتضى القزويني، والشيخ حميد المهاجر، وذلك لقيامهم بالتوقيع على برقية إلى رئيس الحكومة في ذلك الوقت «البكر» مطالبين فيها إطلاق سراح حسن الشيرازي حيث حكم عليه بالحجز الاحترازي لمدة أربعة أشهر وأُطلاق سراحه بعدها وذلك عام 1969م.

## مولده ونشأته
ولد الشهيد الكعبي في مدينة المشخاب في يوم العشرين من شهر جمادى الآخر عام 1327 هـ الموافق 8 يوليو 1909م، في يوم ذكرى مولد فاطمة الزهراء ولذلك سمي بـ«عبد الزهراء» في الوسط المحيط به.
نشأ وترعرع في ربوع كربلاء بعد أن اشتد عوده وقوي ساعده دخل معاهد العلم والأدب عند الكتاتيب آنذاك يسمى بـ«الملا» فتعلم القراءة والكتابة وحفظ القرآن الكريم كله وهو في سن مبكر خلال ستة أشهر على يد الشيخ محمد السراج في الصحن الحسيني، وفي علم العروض على يد الشيخ عبد الحسين الحويزي، ثم أصبح من أساتذه الحوزة العلمية في كربلاء حيث كان يلقي دروسه في الفقه الإسلامي واللغة العربية وفن الخطابة على عدد من طلبة الحوزة والعلوم الدينية  وتولى التدريس في مدرسة الإمام القائم ومدرسة الشيرازي ومدرسة باد كوبة الدينية وغيرها كما درس الأحاديث النبوية وخطب نهج البلاغة.
حضر مباديء العلوم على الحجة الشيخ علي بن فليح الرماحي، ثم درس الفقه والأصول على العلامة الشيخ محمد داود الخطيب، وأخذ المنطق والبلاغة على العلامة الحجة الشيخ جعفر الرشتي.
أما الخطابة فقد أخذها على الخطيبين الجليلين الشيخ محمد مهدي المازندراني الحائري المعروف بـالواعظ وخطيب كربلاء الأوحد الشيخ محسن بن حسن أبو الحب الخفاجي ثم برع فيها واشتهر، وذاع صيته في الآفاق مخلصاً متفانياً في خدمة الحسين بن علي.
فكانت له المجالس العامرة بالجماهير من الرجال والنساء والأطفال في مساجد كربلاء وحسينياتها ودورها وأسواقها فضلاً عن مجالسه في مدن العراق الأخرى مثل بغداد والنجف والحلة والدجيل والمشخاب والبصرة والديوانية والشطرة والمجر الكبير والأهواز.
وقد سافر لعدد من الدول العربية من أجل التبليغ بإشارة من مراجع الدين أمثال محسن الحكيم والشيرازي وبعض العلماء الشيعة فذهب إلى مملكة البحرين والقطيف والأحساء وجنوب إيران وغيرها من البلدان خارج العراق. ونال إعجاب المستمعين وتأثرهم بمجالسه، لما له من دور في هذا الفن.

## دروس من خطابته
امتاز الشهيد الكعبي بقدرته المنبرية الفائقة المتمثلة في قوة البيان والشجاعة في عرض الأفكار المقدسة للإسلام الحنيف وفي مهمة الأمر بالمعروف والنهي عن المنكر، كما كان مهتما بحفظ القرآن الكريم، والتأكيد على حفظ أحاديث النبي وأهل بيته نصاً، فضلاً عن اهتمامه بالجانب الأدبي بانتقائه البليغ من عيون الشعر وعلى هذا يمكننا أن نستفيد بأن المواد الأولية للمنبر الحسيني ومقوماته هي:

1ـ القرآن الكريم.

2ـ الأحاديث والخطب النبوية.

3ـ الشعر العربي الأصيل.
ثم يأتي بعدها اختيار موضوع المنبر من التاريخ والأخلاق والتفسير والسيرة وغيرها. وقد هيأ الكعبي جيلاً من الخطباء البارعين بخطاباتهم وتأثيرهم في المجتمع، فكان يؤكد عليهم في دروسه بالاهتمام بالمنبر الحسيني ومقوماته، فتخرج من تحت منبره ودرسه عدد من الخطباء الكبار يربو عددهم على (300) خطيب حسيني منتشرين في البلاد الإسلامية أمثال الخطيب علي حيدر المؤيد والذي حفظ مدرسة الشيخ الكعبي الخطابية في تربية الخطباء وأهل الفن الحسيني ومثل الشيخ ضياء الشيخ حمزة الزبيدي والخطيب الشيخ على الساعدي والخطيب الشيخ عبد الرضا الصافي والخطيب الشيخ عبد الحميد المهاجر ومحمود الخطيب والشيخ أحمد العصفور وغيرهم. ومن الذين ساروا على نهجه في قراءة مقتل الإمام الحسين والخطيب الحسيني علي الطالقاني فهو يقرأه كل سنة في كربلاء وبنفس طريقة الشيخ الكعبي تخليداً لذكراه. [بحاجة لمصدر]

## معارضة النظام البعثي له
عُرف بخطابته واعتلاء منبر تعازي أهل البيت وكان معروفا بمناهضته ضد النظام البعثي آنذاك على الرغم من المضايقة من قبل النظام وأتباعهم ولقد كان له دور بتعليم جيل من الشباب بالثقافة الإسلامية.
تمكنت السلطة من اعتقال الشيخ الكعبي والشيخ حمزة الزبيدي واختفى الآخرون. فكان اعتقال الكعبي والزبيدي في دائرة أمن كربلاء لمدة ثلاثة أيام نُقلا بعدها إلى مركز أمن (الحرية) ثم مديرية الأمن العامة في بغداد. بعدها تم نقلهما إلى سجن (بعقوبة) حيث حكم عليهما بالحجز الاحترازي لمدة أربعة أشهر أُطلق سراحهما بعدها وذلك عام 1969م. [بحاجة لمصدر]

## الكعبي والأدب العربي
يتبادر إلى الذهن عندما يذكر الشيخ الكعبي، قرائته لمقتل الحسين بن علي، وخطابة المنبر إلا إن الكعبي باع طويل في الأدب العربي بقسميه الفصيح والدارج، فقد ذكر المرجاني في كتابه خطباء المنبر الحسيني  إن له ديوان شعر تحت عنوان (دموع الأسى) ولا يزال مخطوطاً، ولا يعلم عما اعتراه من التلف أو الضياع.

## وفاته
دسّ السمّ القاتل إليه في القهوة التي قدمت له في مجلس فاتحة حضره الشيخ الكعبي وبعض تلامذته، فرجع إلى مجلسه في صحن العباس وأثناء قراءته في مجلس إحياء ذكرى حادثة كسر الضلع أصابته حالة إغماء سقط على أثرها من على المنبر وتوفي اثناء نقله الى المستشفى المصادف يوم 13 جمادى الأولى سنة 1394 هـ الموافق 3 يونيو 1974م.

## تشييعه
شيع في مدينة كربلاء حيث يعيش،  دفن  في مقبرة الوادي القديمة في كربلاء بعد إتمام زيارة جثمانه للعتبة الحسينية والصلاة عليه.
وكانت مراسيم تشييعه مشابهةً تماماً لمراسيم تشييع المراجع حيث وضع جثمانه في (العماري) وهي نعش خشبي كبير يوضع فيه التابوت احتراماً للمتوفى. ثم انطلقت المسيرات العزائية الحزينة في مقدمة الجنازة. وقد ضجت لوفاته كثير من البلاد الإسلامية فكتبت عنه الصحف والمجلات وأقيمت على روحه مجالس الفاتحة في كثير 
من البلاد داخل العراق وخارجه. [بحاجة لمصدر]